# خاراگاولی
خاراگاولی (به لاتین: Kharagauli) یک منطقهٔ مسکونی در گرجستان است که در ایمرتی واقع شده‌است. خاراگاولی ۱٬۹۶۵ نفر جمعیت دارد.